# Адам, Уильям Патрик
Вильям Патрик Адам ( англ. William Patrick Adam; 14 сентября 1823 — 24 мая 1881, Ути, Британская Индия) — английский государственный деятель. Сын адмирала сэра Чарльза Адама.
Первоначально был адвокатом (в 1850 году), действовал в палате общин как представитель Клакманана, потом в Индии как частный секретарь бомбейского губернатора, лорда Эльфинстон. С 1858 года, будучи опять членом Палаты общин, вошёл в 1873 году в кабинет, став министром публичных работ, каковой пост ему вновь был предложен во вторичное министерство Гладстона (1880), но в этот раз Адам недолго оставался министром, а поехал губернатором в Мадрас, где и умер.